# Tristan

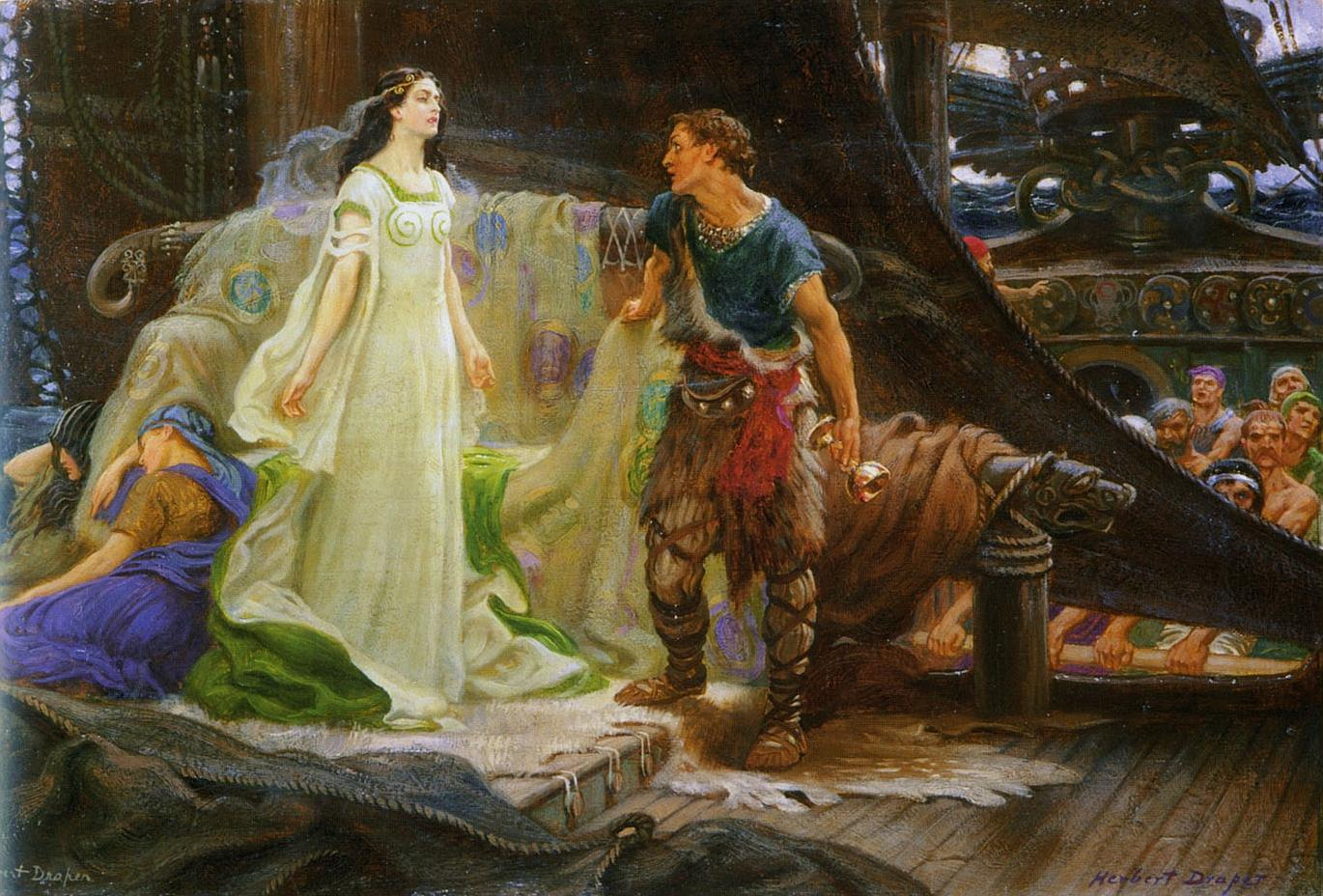
Tristan a Isolda (Herbert Draper)

Tristan byl legendární cornwallský hrdina, jeden z rytířů kulatého stolu krále Artuše. Vystupuje v legendě Tristan a Isolda. Jméno Tristan, které tato artušovská legenda proslavila, se často používá v Západní Evropě a ve Spojených státech.